# Trần Quốc Hoàn
Trần Quốc Hoàn (1916 - 1986) là Bộ trưởng Bộ Công an đầu tiên của Việt Nam và tại chức trong thời gian dài nhất từ năm 1953 đến năm 1981. Ông được coi là người đặt nền móng đầu tiên cho công tác xây dựng lực lượng và nghiệp vụ của ngành Công an.

## Tiểu sử
Ông tên thật là Nguyễn Trọng Cảnh, sinh ngày 23 tháng 1 năm 1916, quê ở xóm 3 xã Nam Trung, huyện Nam Đàn, tỉnh Nghệ An. (Nhưng có thông tin ông sinh ở huyện Can Lộc, tỉnh Hà Tĩnh. Được Ông Nguyễn Trọng Đảng nhận làm con nuôi, về sinh sống ở xóm 3 xã Nam Trung, huyện Nam Đàn, tỉnh Nghệ An). Tháng 3 năm 1934, ông gia nhập Đảng Cộng sản Đông Dương. Sau đó, ông đã từng giữ nhiều chức vụ quan trọng như: Xứ uỷ Bắc Kỳ, Bí thư Thành uỷ Hà Nội, Bí thư các Liên khu uỷ khu II, Khu X.
Ông từng bị tù ở nhà tù Sơn La cùng với Lê Đức Thọ, Hoàng Minh Chính, Tô Hiệu, Nguyễn Lương Bằng, Trần Huy Liệu, Lê Thanh Nghị,... và là Bí thư chi bộ nhà tù Sơn La từ tháng 7 năm 1943 đến tháng 3 năm 1945.
Năm 1952, Trần Quốc Hoàn làm Giám đốc Nha Công an Việt Nam. Năm sau, Nha Công an Việt Nam chuyển thành Thứ Bộ Công an thì ông trở thành Thứ trưởng Thứ Bộ Công an. Ngay trong năm 1953, Thứ Bộ Công an lại đổi tên thành Bộ Công an và Trần Quốc Hoàn trở thành Bộ trưởng Bộ Công an (1953-1975), rồi Bộ trưởng Bộ Nội vụ (Bộ Công an đổi tên) đến năm 1981.
Đầu năm 1961, Tổng thống Mỹ John F Kennedy ký lệnh triển khai “chiến dịch chiến tranh bí mật phá hoại miền Bắc Việt Nam”, với mục đích phá hoại cơ sở vật chất ở miền Bắc Việt Nam. Chiến dịch này nằm dưới sự chỉ đạo của CIA, sau được Lầu Năm Góc tiếp quản năm 1964. CIA và lực lượng đặc biệt Mỹ trực tiếp chỉ đạo, huấn luyện, trang bị để các nhóm biệt kích đột nhập vào miền Bắc để phá hoại cơ sở hạ tầng, hình thức chủ yếu là sử dụng các tiểu đội biệt kích dù.
Trong thời gian này Trần Quốc Hoàn trực tiếp phụ trách việc chống gián điệp, biệt kích do Mỹ thả xuống và giành thắng lợi lớn: gần 500 lính biệt kích bị tử trận, bị bắt hoặc trở thành điệp viên hai mang, trong khi gần như không gây thiệt hại được gì. Ngành công an Việt Nam Dân Chủ Cộng Hòa với 19 chuyên án đã câu nhử, bắt sống hoặc tiêu diệt được 121 lính biệt kích. Tài liệu Mỹ được giải mã sau chiến tranh tiết lộ: trong số 240 điệp viên "dài hạn" được tung vào miền Bắc, đã có 8 chết khi nhảy dù, 33 bị lực lượng an ninh Việt Nam tiêu diệt, 33 chết vì bệnh tật, 146 bị bắt hoặc mất tích, 17 phải tháo lui. Ông cũng phụ trách vụ án xét lại chống Đảng, bắt giữ nhiều nhân vật bị tình nghi làm gián điệp cho ngoại quốc. Sau đó ông làm Bí thư Trung ương Đảng Cộng sản Việt Nam, Trưởng Ban Dân vận Trung ương cho đến khi qua đời vào ngày 5 tháng 6 năm 1986.
Ông cũng từng là ủy viên Bộ Chính trị Đảng Cộng sản Việt Nam các khóa 3 (dự khuyết từ 1960 đến 1972) và 4, ủy viên chính thức Ban Chấp hành Trung ương Đảng Cộng sản Việt Nam khoá II, III, và IV; Ban Bí thư Ban Chấp hành Trung ương Đảng Cộng sản Việt Nam khóa IV (từ năm 1980).

## Lưu danh
Ngày nay, tên của ông được đặt cho một con đường ở phường Dịch Vọng Hậu, quận Cầu Giấy, Hà Nội; một con đường ở quận Tân Bình, Thành phố Hồ Chí Minh và một con đường ở thị xã Thái Hòa, Nghệ An.

## Nhận xét
Trung tướng, GS.TS Nguyễn Văn Ngọc, Nguyên Giám đốc Học viện An ninh nhân dân: "Đó là con người như sinh ra để làm nghề Công an, sắc sảo, giỏi giang ở 2 phương diện: vừa tổ chức thực tiễn rất tài, vừa là nhà chiến lược. Đó là người có tầm nhìn chiến lược về đào tạo cán bộ. Ông đặc biệt chú ý tổng kết lý luận. Những lý luận về công tác Công an của ông cho đến nay vẫn mang tính thời sự, cơ bản, vừa xác định con người là yếu tố quyết định nhưng rất coi trọng kỹ thuật. Đến nay chúng ta thấy càng ngày khoa học kỹ thuật càng có vai trò quan trọng trong công tác an ninh, dù con người vẫn quyết định, nhưng không có kỹ thuật là không thể có thắng lợi".

## Gia đình
Thân phụ: cụ Nguyễn Trọng Cẩn
Thân mẫu: cụ Nguyễn Thị Ân 
Phu nhân là bà Lê Song Toàn, Đại tá Công an nhân dân Việt Nam. 
Hai con gái: Nguyễn Thị Thắng. Nguyễn Thị Minh Lợi
Con trai: Nguyễn Trọng Vinh Quang
Ông có người chắt họ thuộc chi em là cầu thủ bóng đá Nguyễn Trọng Hoàng.